# Hegel (Familie)
Die Familie Hegel war durch ihre vielfachen Verbindungen mit anderen Familien der bürgerlich-akademischen Oberschicht Teil der „Ehrbarkeit“ in Württemberg und bildete so den genealogischen und soziologischen Hintergrund für ihr bekanntestes Familienmitglied, den Philosophen Georg Wilhelm Friedrich Hegel.

## Genealogie
Am 20. Oktober 1643 erhielt die Familie Hegel durch Matthäus Deuring von Mittelweiherburg, den katholischen Obervogt in Göppingen, einen Wappenbrief verliehen. Darin werden neben Johann Georg dessen jüngere Brüder Philipp, Israel und Christoph genannt.
Aus der Reihe der Nachkommen von Johannes Hegel (1576–1641) und Johann Georg Hegel (1615–1680) gingen neben einigen Pfarrern in Württemberg auch mehrere württembergische Staats- und Hofbeamte hervor. Es gab mehrere Verbindungen der Hegel-Familie zu anderen einflussreichen Familien des württembergischen Protestantismus und Pietismus: Eine Schwester Johann Georg Hegels, Catharina (* 1613), heiratete 1639 den Pfarrer Samuel Gmelin (später Spezialsuperintendent zu Sulz und Herrenberg) und schuf damit nicht nur die Verbindung zur Familie Gmelin, aus der später viele bedeutende Wissenschaftler hervorgingen, sondern auch zu den mit der Gmelin-Familie verwandten Hochstetters aus Tübingen. Von dort aus gab es ebenso familiäre Querverbindungen zu den Nachkommen des Reformators Erhard Schnepff wie zur Familie Enßlin. Diese Verbindung erneuerte sich noch einmal durch die Heirat der Eltern des Philosophen Georg Wilhelm Friedrich Hegel: Der Rentkammersekretär Georg Ludwig Hegel stammte in direkter Linie von Johann Georg Hegel ab, Maria Magdalena Louisa Fromm in direkter Linie von Erhard Schnepff, dessen Sohn (Theodor) Dietrich wiederum mit der Tochter Barbara des Reformators Johannes Brenz verheiratet war.

## Abstammungstafel Georg Friedrich Wilhelm Hegels
Georg Hegel (ca. 1550–1608), Kannengießer aus Kärnten, wandert nach Großbottwar ein
Johannes Hegel (1576–1641), Diakon in Liebenzell ab 1604, Pfarrer in Würtingen ab 1607, in Sondelfingen ab 1621, in Eningen unter Achalm 1635–1641
⚭ 1603 Margarethe Kessel (ca. 1585–ca. 1611)
⚭ 1612 Christina Hoffmann (ca. 1578–1635)
1. Catharina Hegel (1613–1653)

⚭ Samuel Gmelin (1611–1676), Pfarrer, Spezialsuperintendent zu Sulz und Herrenberg
2. Johann Georg Hegel (1615–1680), Pfarrer in Sondelfingen 1636–1649, zugl. in Eningen unter Achalm 1641–1649, Pfarrer in Eningen unter Achalm 1649–1680
⚭ 1638 Barbara Regine Laubenberger (1619–1672)
Johann Georg Hegel (1640–1712) Pfarrer in Glatten, Böhringen, Stadtpfarrer in Münsingen, ab 1684 in Winnenden
⚭ 1677 Anna Barbara Mangold (1654–1729)
Georg Ludwig Christoph Hegel (1687–1730), Rentkammerexpeditionsrat in Stuttgart
⚭ 1708 Agnes Margarethe Speidel (1687–1729)
Georg Ludwig Hegel (1708–1761), Regierungsratssekretär in Stuttgart, dann Stadt- und Amtsvogt in Altensteig
⚭ 1731 Anna Elisabeth Enßlin (1705–1745)
Georg Ludwig Hegel (1733–1799), Rentkammersekretär in Stuttgart
⚭ 1769 Maria Magdalena Louisa Fromm (1741–1783)
1. Georg Wilhelm Friedrich Hegel (1770–1831)

⚭ 1811 Marie Helena Susanne Tucher (1791–1855)
1. Karl Friedrich Wilhelm Hegel (1813–1901), Professor in Rostock, Historiker und politischer Schriftsteller

⚭ Susanne Freiin Tucher zu Simmelsdorf
Anna (1857–1927)
⚭ Felix Klein (1849–1925), Mathematiker in Göttingen
2. Thomas Immanuel Christian Hegel (1814–1891), Jurist, Konsistorialpräsident der Provinz Brandenburg
Eduard Wilhelm von Hegel (1849–1925), M.d.R., Regierungsbeamter
Christiane Luise Hegel (1773–1832), Haus- und Privatlehrerin
1. Georg Ludwig (1776–1812)

Johann Philipp Hegel (ca. 1621–1655), Gerichtsschreiber
1. Israel Hegel (1622–1670)
2. Christoph Hegel (1630–1688)